# Berotha indica
Berotha indica är en insektsart som först beskrevs av Brauer 1865.  Berotha indica ingår i släktet Berotha och familjen Berothidae. Inga underarter finns listade i Catalogue of Life.